# کالوین بریجز
کالوین بلکمن بریجز (به انگلیسی: Calvin Blackman Bridges) (۱۱ ژانویه ۱۸۸۹–۲۷ دسامبر ۱۹۳۸) یک دانشمند آمریکایی بود که به‌دلیل مشارکت‌هایش در زمینه ژنتیک شناخته می‌شود. او همراه با آلفرد استورتوانت و هرمان جوزف مولر، بخشی از اتاق پرواز (Fly Room) معروف توماس هانت مورگان در دانشگاه کلمبیا بود.